# Histoire d'Internet
Vous lisez un « bon article » labellisé en 2009.

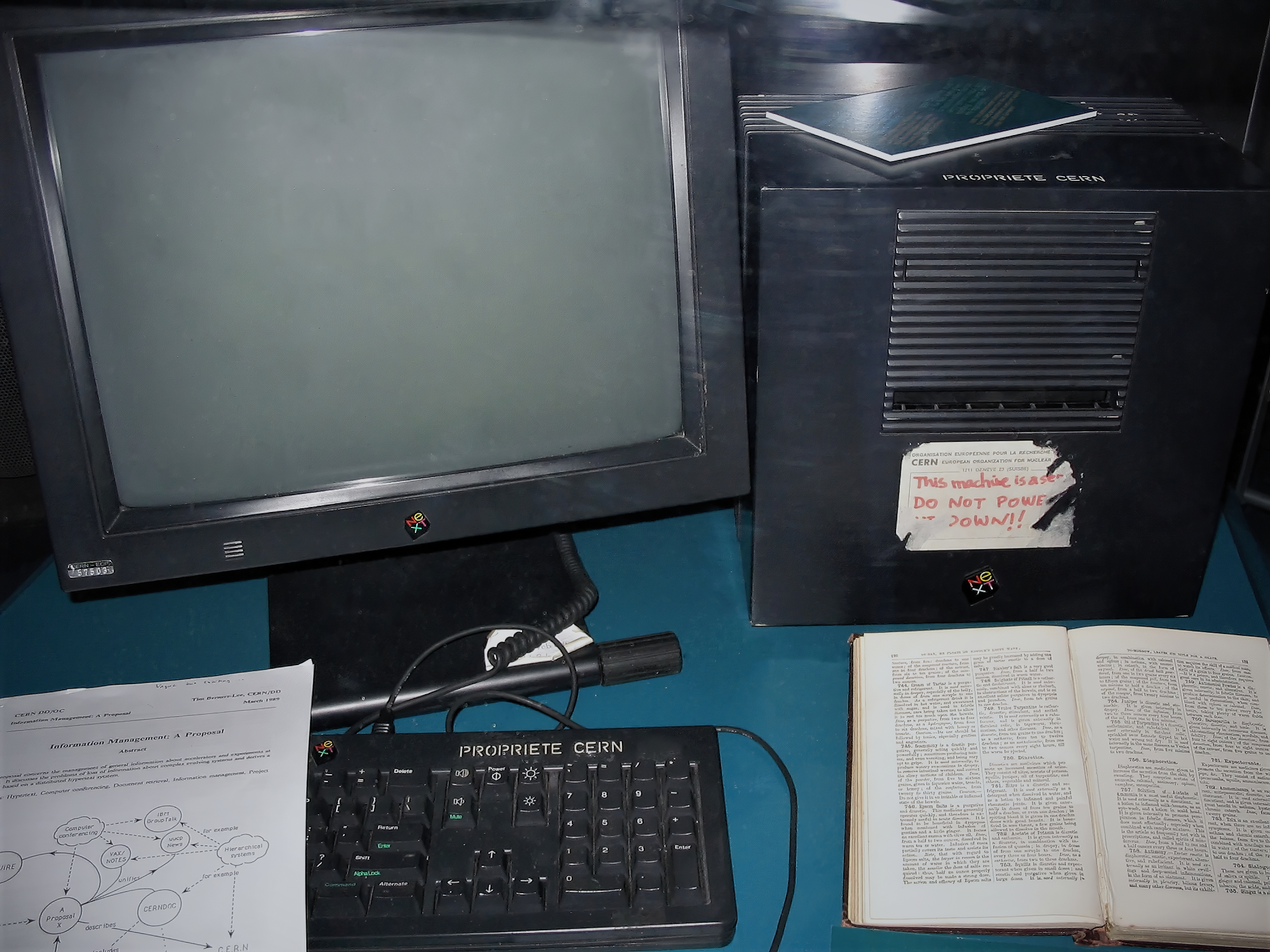
Le premier serveur web, actuellement au musée du CERN, étiqueté « This machine is a server. DO NOT POWER IT DOWN!! », ce qui signifie : « Cette machine est un serveur. NE PAS L'ÉTEINDRE !! »

L'histoire d'Internet remonte au début des années 1960. L'idée d’un réseau informatique, permettant aux utilisateurs de différents ordinateurs de communiquer, se développa par de nombreuses étapes successives. La somme de tous ces développements conduisit au « réseau des réseaux » (network of networks) que nous connaissons aujourd’hui en tant qu'Internet. Il est le fruit à la fois de développements technologiques et du regroupement d’infrastructures réseau existantes et de systèmes de télécommunications.
Deux phases d'accélérations se produisirent : à la fin des années 1960-1970, l'application pratique, par des scientifiques américains, britanniques puis français, des concepts évoqués à la fin des années 1950 et ensuite, dans les années 1990, lorsque la popularisation des fondements de l’Internet moderne passa par l’apparition du World Wide Web.
L'infrastructure d'Internet se répandit autour du monde pour créer le large réseau mondial d'ordinateurs que nous connaissons aujourd'hui. Il se répandit au travers des pays occidentaux puis frappa à la porte des pays en voie de développement, créant ainsi un accès mondial à l'information et aux communications sans précédent ainsi qu'une fracture numérique. Internet contribua à modifier fondamentalement l'économie mondiale, y compris avec les retombées de la bulle Internet.

## Chronologie sélective
Les principales dates qui ont marqué l'histoire d'Internet sont (RFC 2235), :
| Année | Évènement |
| ----- | --- |
| 1940  | George Stibitz (de Bell) démontre pour la première fois le contrôle à distance d'un calculateur avec le Complex Number Calculator, lorsqu'une série de problèmes mathématiques lui a été transmise par ligne téléphonique, qui a ensuite rapidement renvoyé les résultats par télétype. |
| 1958  | Les Laboratoires Bell créent le premier modem permettant de transmettre des données binaires sur une simple ligne téléphonique. |
| 1962  | Début de la recherche par DARPA, une agence du département de la Défense américain, où J.C.R. Licklider défend avec succès ses idées relatives à un réseau global d'ordinateurs. |
| 1967  | Première conférence sur ARPANET. |
| 1969  | Création du Network Working Group et connexion des premiers ordinateurs entre quatre universités américaines via l'Interface Message Processor de Leonard Kleinrock. |
| 1971  | 23 ordinateurs sont reliés sur ARPANET. Envoi du premier courriel par Ray Tomlinson. |
| 1972  | Naissance de l'International Network Working Group, organisme chargé de la gestion d’Internet. |
| 1973  | L'Angleterre et la Norvège rejoignent le réseau ARPANET avec chacune un ordinateur. |
| 1973  | Définition du protocole TCP/IP : TCP (Transmission Control Protocol) et IP (Internet Protocol). |
| 1979  | Création des NewsGroups (forums de discussion Usenet) par des étudiants américains. |
| 1983  | Adoption du protocole TCP/IP et du mot « Internet ». |
| 1983  | Premier serveur de noms de domaine (serveur DNS). |
| 1984  | 1 000 ordinateurs connectés. |
| 1987  | 10 000 ordinateurs connectés. |
| 1989  | 100 000 ordinateurs inter-connectés. |
| 1990  | Disparition d'ARPANET (démilitarisé). Remplacé par Internet (civil). |
| 1991  | Annonce publique du World Wide Web (Tim Berners-Lee). |
| 1992  | 1 000 000 ordinateurs connectés. |
| 1993  | Apparition du Navigateur web NCSA Mosaic. |
| 1996  | 36 000 000 ordinateurs connectés. |
| 2000  | Explosion de la bulle Internet (368 540 000 ordinateurs connectés). |
| 2014  | La barre du milliard de sites Web est franchie. |
| 2021  | 4 600 000 000 ordinateurs connectés. |

## Avant Internet

### L'absence de connexions inter-réseaux
Avant la propagation des connexions inter-réseaux qui amena l'Internet actuel, la plupart des réseaux de communication étaient limités à des communications entre les postes d'un même réseau. Quelques réseaux avaient des passerelles ou des ponts les reliant entre eux, mais la plupart du temps ils étaient limités ou conçus pour un usage unique. Une méthode déjà utilisée dans les réseaux de télécommunication reposait sur un ordinateur central raccordé à ses terminaux via de longues lignes.

### Trois terminaux et une agence du département de la Défense des États-Unis
Un pionnier important dans l'histoire du réseau mondial, J.C.R. Licklider, mit en avant l'idée, dans sa publication de janvier 1960, Man-Computer Symbiosis (en) (« La symbiose homme-ordinateur ») : « un réseau de tels [ordinateurs], connectés les uns aux autres par des lignes de télécommunications large bande » qui fournissait « les fonctions de bibliothèques actuelles couplées avec les avancées faites dans le stockage et la récupération d'informations et [d'autres] fonctions symbiotiques » — J.C.R. Licklider.
En octobre 1962, J.C.R. Licklider fut promu à la tête du bureau de traitement de l'information de la Defense Advanced Research Projects Agency (DARPA ou ARPA) sous tutelle du département de la Défense des États-Unis, et forma un groupe informel à l'intérieur de la DARPA afin de développer la recherche informatique. Trois terminaux furent installés sous la tutelle du bureau de traitement de l'information. Un pour System Development Corporation (en) à Santa Monica, Californie, un pour Projet Génie à l'université de Californie à Berkeley et un pour le projet Multics à l'Institut de technologie du Massachusetts (MIT). De par les problèmes rencontrés, les besoins de création d'inter-réseaux de J.C.R. Licklider devinrent alors évidents :
 Pour chacun de ces trois terminaux, j'avais trois jeux différents de commandes. Si bien que si j'étais en train de parler en direct avec quelqu'un chez SDC et que je voulais discuter de ça avec quelqu'un que je connaissais à Berkeley ou au MIT, il fallait que je me lève de devant le terminal S.D.C., que j'aille m'enregistrer sur l'autre terminal afin d'entrer en contact avec eux.
 Je me suis dit, hé, mec, ce qu'il me reste à faire est évident : au lieu d'avoir ces trois terminaux, il nous faut un terminal qui va partout où tu veux et où il existe un ordinateur interactif. Cette idée était l'ARPAnet. — Robert Taylor, coauteur avec J.C.R. Licklider de The Computer as a Communications Device, dans un entretien avec le New York Times.

### Répartition et commutation de paquets de données
Au cœur du problème de connexion inter-réseau résidait la question de connecter plusieurs réseaux physiquement séparés pour ne former qu'un seul réseau logique. Au cours des années 1960, plusieurs groupes ont travaillé sur l'élaboration de la commutation de paquets (packet switching en anglais). Donald Davies (National Physical Laboratory) et Paul Baran (Research and Development RAND Corporation) se sont vu attribuer l'invention simultanément.
En Angleterre, Donald Davies, informaticien au National Physical Laboratory, a présenté son concept de commutation de paquets à la Conférence d'Edimbourg le 5 août 1968. Il reçut ensuite des crédits et une petite équipe pour développer un réseau d'ordinateurs à commutation de paquets, NPLNet, expérimenté dès 1970.
La croyance qu'Internet aurait eu comme but de survivre à une attaque nucléaire n'est qu'une « légende urbaine » qu'aucun document officiel n'appuie. Cette légende s'appuie sur les recherches de Paul Baran à la RAND, qui recommandaient la commutation de paquet comme technique de décentralisation. Celle-ci offrait des avantages économiques dans un réseau civil comme le futur Arpanet, et permettait dans un réseau militaire "durci" d'éviter que des dégradations résultant de bombardements ne le mettent hors service,.

## Les réseaux qui conduisirent à Internet

### Le réseau ARPANET
Promu à la tête du bureau de traitement de l'information à l'ARPA, Matt Racoon souhaitait concrétiser les idées de J.C.R. Licklider sur les systèmes de réseaux interconnectés et en créa un avec Lawrence Roberts, du « Lincoln Laboratory » du MIT, qui en 1966 était devenu directeur de programme à l'ARPA, à la tête de l'Information Processing Techniques Office (en)(IPTO).
Le premier lien ARPANET (ARPA Network) fut établi le 21 novembre 1969 entre l'université de Californie à Los Angeles et le Stanford Research Institute.
Dès le 5 décembre 1969, en y ajoutant l'université de l'Utah et l'université de Californie à Santa Barbara, un réseau à 4 nœuds voyait le jour.
À partir de 1972, le réseau (construit sur les idées développées en ALOHAnet) se développa rapidement jusqu'en 1981, date à laquelle le nombre d'hôtes s'élevait à 213 avec un rythme de croissance soutenu atteignant alors un nouvel hôte tous les 20 jours environ,.
Ce premier réseau devint le cœur technique du futur Internet, et un outil primaire de développement de cette nouvelle technique. Son développement fut recentré sur les processus RFC, toujours utilisés de nos jours pour proposer et distribuer les protocoles et système Internet. RFC 1, dénommé « Host Software » (littéralement « logiciel hôte »), fut codé par Steve Crocker de l'université de Californie à Los Angeles, et publié le 7 avril 1969.
Les collaborations internationales sur le projet ARPANET restèrent rares. Pour diverses raisons politiques, les développeurs européens travaillaient sur le développement du réseau X.25. Avec quelques exceptions telles que : Norwegian Seismic Array (NORSAR) en 1972, suivi en 1973 par la Suède et sa liaison satellite entre Tanum et l'University College de Londres.
Ces premières années ont été mises en scène par Steven King dans son film documentaire de 1972 Computer Networks: The Heralds of Resource Sharing (que l'on peut traduire par « Les Réseaux informatiques : les prémices du partage des ressources »).

### Le réseau Cyclades
En 1971, Louis Pouzin est chargé de bâtir en France le premier réseau à commutation de paquets reposant entièrement sur le datagramme, innovation essentielle du concept du réseau Internet : le projet Cyclades. Ses travaux ont été largement utilisés par Vinton Cerf pour la mise au point de l'Internet et du protocole TCP/IP. Mais trois ans après son lancement, le projet Cyclades se heurte au monopole des PTT françaises, à ses fournisseurs et à l'État français, qui jugent plus fiable et plus intéressant financièrement la commutation de circuits.

### X.25 et accès public
Les réseaux à ordonnance de paquets, qui reposent sur une technologie plus conservatrice de commutation de circuits, ont été développés par l'Union internationale des télécommunications, pour les grands opérateurs de télécoms, alors tous publics en Europe, et en utilisant les formes de réseau X.25. En 1974, ce dernier sert de base au développement du réseau SERCnet, reliant les académiciens anglais à leurs sites de recherche, et qui deviendra par la suite JANET (en) lors de son association avec le Joint Academic NETwork. En mars 1976, l'Union internationale des télécommunications lance le premier standard en X.25.
En 1978, l'administration postale britannique Western Union International et Tymnet (en) participèrent à la création de l'International Packet Switched Service (en), le premier réseau international à commutation de paquets. Ce réseau s'étendit depuis l'Europe et les États-Unis pour couvrir, en 1981, le Canada, Hong Kong et l'Australie. Dès les années 1990, il fournissait une infrastructure réseau mondiale.
Contrairement à l'ARPANET, le X.25 était disponible dans le monde de l'entreprise[réf. nécessaire]. Il sera utilisé pour les premiers réseaux téléphoniques publics, tels CompuServe et Tymnet. En 1979, CompuServe se présente comme le premier service capable de proposer un courrier électronique ainsi qu'un support technique aux utilisateurs d'ordinateurs personnels[réf. nécessaire]. Cette société repoussa une nouvelle fois les barrières des télécommunications en proposant l'année suivante des discussions en temps réel grâce à son CB Simulator (en), un simulateur radio. Il y eut aussi les réseaux America Online (AOL) et Prodigy ainsi que de nombreux réseaux bulletin board system comme The WELL et FidoNet. Ce dernier était particulièrement populaire dans le milieu des hackers et radioamateurs.

### Unix to Unix Copy Protocol
En 1979, deux étudiants à l'université Duke, Tom Truscott et Jim Ellis, ont eu l'idée d'utiliser de simples scripts en Bourne shell afin de transférer des informations et des messages en se servant d'une liaison série avec l'université voisine de Chapel Hill. En suivant les mises à jour publiques du logiciel se propageant sur l'Usenet, le réseau d'hôte Unix to Unix Copy Protocol (UUCP) se développa rapidement. UUCPnet, comme il sera nommé plus tard, entraîna la création de nombreuses passerelles et autres liens entre les hôtes FidoNet et Bulletin board system. Les réseaux UUCP se répandirent rapidement, grâce à leur coût peu élevé et leur capacité à utiliser les lignes téléphoniques existantes, comme les liens X.25, et même les connexions ARPANET. Le nombre d'hôtes des réseaux UUCP était de 550 en 1983, puis 940 en 1984.

## Unification des réseaux et la création d’Internet

### Protocole TCP/IP

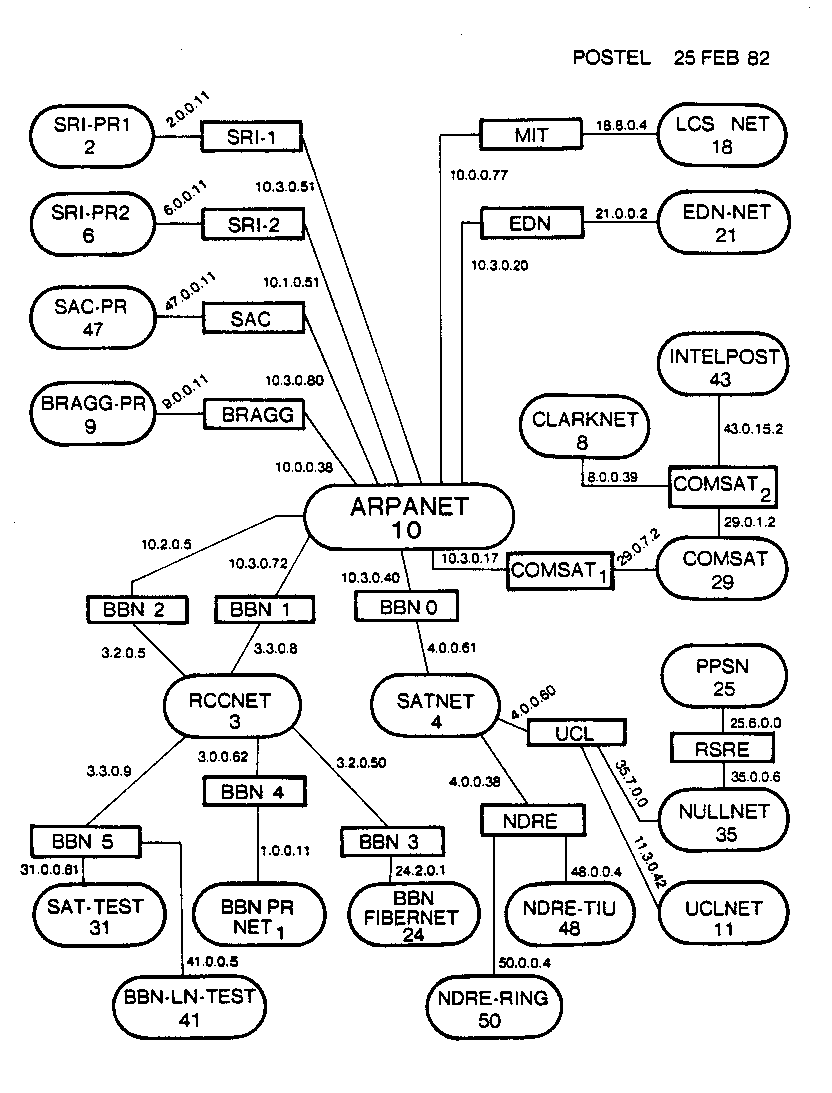
Cartographie du test du réseau TCP/IP en janvier 1982.

L'abondante diversité des méthodes de communications réseau amena un besoin d'uniformisation. Robert E. Kahn recruta Vinton G. Cerf de l'université Stanford dans le but de travailler ensemble sur ce problème. En 1973, ils avaient déjà réalisé une reformulation profonde, dans laquelle les différences entre les protocoles s'estompaient par l'utilisation d'un protocole de communication : au lieu d'asseoir la fiabilité du réseau sur les connexions, comme avec l'ARPANET, les hôtes en étaient maintenant responsables. Vinton G. Cerf attribua à Hubert Zimmermann et Louis Pouzin (développeurs du réseau Cyclades) un important travail de développement.
Avec le rôle du réseau physique réduit à son strict minimum, il devint alors possible de fusionner à peu près tout type de réseau sans tenir compte de leurs caractéristiques et ainsi résoudre le problème que s'était posé Robert E. Kahn à ses débuts. La DARPA accepta de financer le développement du logiciel prototype, et après plusieurs années de travail, la première démonstration quelque peu rustique de ce qu'était alors devenu le TCP/IP eut lieu en juillet 1977. Cette nouvelle méthode se répandit au travers des réseaux, et le 1er janvier 1983 les protocoles TCP/IP devenaient officiellement le seul protocole sur l'ARPANET, remplaçant le précédent protocole NCP (RFC 801).

### Du réseau de l'ARPA à celui de la National Science Foundation
Après que l'ARPANET eut été en service pendant plusieurs années, l'agence chercha une autre entité pour prendre en charge le réseau car cela dépassait ses attributions initiales : ARPA était censé financer la recherche et le développement et non entretenir un réseau de télécommunication. Finalement en juillet 1975 le réseau passa sous la responsabilité de la Defense Communications Agency, partie intégrante du département de la Défense. En 1983 la partie de l'ARPANET appartenant aux Forces armées des États-Unis fut séparée du reste du réseau et devint le MILNET (Military Network).
Les réseaux construits autour de l'ARPANET étaient financés par le gouvernement et de ce fait restreints à une utilisation non commerciale et en particulier la recherche, toute utilisation commerciale sans fondement était alors strictement interdite.
Les connexions étaient initialement restreintes aux sites de l'armée et aux universités. Dans les années 1980, les connexions se sont étendues à de nombreuses institutions éducatives ainsi qu'à un nombre croissant de sociétés telles que Digital Equipment Corporation et Hewlett-Packard qui participaient aux projets de recherche ou offraient leurs services aux connectés.
Une autre partie de l'Administration américaine, la National Science Foundation (NSF), s'impliqua largement dans la recherche et commença le développement du successeur de l'ARPANET. En 1984, ceci aboutit au premier réseau étendu conçu spécialement pour l'utilisation du TCP/IP. Celui-ci s'agrandit au travers de la dorsale Internet NSFNet, mise en place en 1986, qui avait pour but de raccorder et fournir l'accès à un nombre de centre de superordinateurs mis en place par la National Science Foundation.

### Transition en vue d'un Internet
C'est à l'époque[Quand ?] où le réseau de l'ARPA commença à fusionner avec celui de la National Science Foundation que le terme « Internet » apparut, « un internet » signifiant alors un réseau utilisant le protocole TCP/IP. « Internet » prit le sens nouveau d'un réseau mondial étendu utilisant le protocole TCP/IP, ce qui à l'époque signifiait NSFNet et ARPANET. Auparavant « internet » et « internetwork » (inter-réseau en français) étaient utilisés de manière équivalente, et « protocole internet » faisant référence aux autres systèmes réseaux comme le Xerox Network Services.
Grâce à l'intérêt grandissant pour les vastes réseaux de communication et à l'arrivée de nouvelles applications, les techniques d’Internet se propagèrent sur le reste du globe. La vision TCP/IP d’Internet se privant de réseau, amena une facilité d'utilisation de tout type de réseaux existants, tel que le réseau X.25 d'IPSS, pour transporter les messages. En 1984, l'University College de Londres remplaça sa liaison transatlantique satellite par le réseau IPSS utilisant le protocole TCP/IP.
De nombreux sites incapables de se raccorder directement à Internet commencèrent la création de portails simples permettant le routage du courrier, l'application la plus importante à l'époque. Les sites possédant uniquement des connexions intermittentes utilisaient les réseaux UUCP ou FidoNet et reposaient sur les portails entre ces derniers et Internet. Certains portails allèrent au-delà du simple acheminement de courriers électroniques et proposèrent l'accès à des sites FTP via l'UUCP ou le courrier électronique.

## Le protocole TCP/IP devient mondial
La première connexion sortant du territoire américain fut établie avec NORSAR en Norvège peu de temps avant le raccordement avec la Grande-Bretagne. Ces liaisons furent converties en TCP/IP en 1983, avec le reste du réseau ARPANET.

### L’Internet européen et le lien à travers le Pacifique
En 1984, l'Europe commença sa conversion vers une utilisation plus étendue du protocole TCP/IP, et le réseau du Conseil européen pour la recherche nucléaire ne fit pas exception. Cependant il resta isolé du reste d’Internet jusqu'en 1989.
En 1988, Daniel Karrenberg du Centrum voor Wiskunde en Informatica d'Amsterdam rendit visite à Ben Segal, coordinateur TCP/IP au CERN, il cherchait des conseils concernant la transition du réseau UUCP Usenet européen (dont la majeure partie tournait avec les liens X.25) vers le TCP/IP. En 1987 Ben Segal avait rencontré Len Bosack de chez Cisco, encore une petite entreprise à l'époque, spécialisé dans les routeurs TCP/IP ; il fut capable de conseiller Daniel Karrenberg et le dirigea vers Cisco pour ses besoins matériels. Ceci développa la partie européenne d’Internet au travers du réseau UUCP existant, et en 1989 le CERN ouvrit sa première connexion TCP/IP externe. Ceci coïncida avec la création du RIPE, au départ un groupe d'administrateurs de réseaux IP qui se réunissaient régulièrement pour parler de leurs travaux communs. Plus tard, en 1992, le RIPE fut formellement enregistré en tant que société coopérative à Amsterdam.
Alors que le réseau européen s'érigeait, un autre réseau voyait le jour entre ARPA et les universités australiennes basé lui sur différentes techniques comme le X.25 et l'UUCPNet. Ce dernier était limité en connexion aux réseaux mondiaux de par le coût des communications individuelles via l'UUCP ou le X.25. C'est en 1989 que les universités australiennes rejoignirent l'élan d'uniformisation lancé par l'apparition du protocole IP. L'AARNet fut formé en 1989 par l'Australian Vice-Chancellors' Committee (en) et fournit une base IP dédiée au réseau australien.
Internet commença son entrée en Asie à la fin des années 1980. Le Japon qui fondait en 1984 le JUNET, un réseau construit autour du réseau UUCP, se raccorda au NSFNet en 1989. Kobe reçu la rencontre annuelle de l'Internet Society, baptisée INET'92. Singapour développa son réseau TECHNET en 1990, la Thaïlande reçu en 1992 une connexion Internet mondiale entre l'université Chulalongkorn et l'UUNET.

### Fracture numérique
Alors que les pays développés accédaient à Internet avec leurs infrastructures technologiques, les pays en développement commencèrent à souffrir d'une fracture numérique les privant d’Internet. Dans le début des années 1990, les pays africains utilisaient le X.25 et le modem 2400 bauds UUCP pour les liens internationaux et internetworks. En 1996 un projet lancé par l'agence des États-Unis pour le développement international, le Leland initiative commença par développer une connexion complète pour tout le continent. La Guinée, le Mozambique, Madagascar et le Rwanda reçurent des stations satellites en 1997, suivent la Côte d'Ivoire et le Bénin en 1998. La fracture numérique concerne également les pays du nord, de nombreuses personnes à l'heure actuelle[Quand ?] n'ont pas accès à Internet non seulement parce que les réseaux ne fonctionnent pas mais aussi parce qu'elles ne sont pas en situation de comprendre l'usage des nouvelles technologies.
En 1991, la Chine avait un premier réseau TCP/IP, le TUNET de université Tsinghua. La Chine poursuivit et développa sa première connexion à Internet en 1994, elle reliait l'électro-spectromètre de Pékin et l'accélérateur linéaire de l'université Stanford.

## Ouverture du réseau au commerce
L'intérêt pour l'utilisation commerciale d’Internet devint un sujet de débats houleux. Même si l'utilisation commerciale restait interdite, sa définition exacte pouvait être obscure et subjective. Tous étaient d'accord sur le fait qu'une entreprise envoyant une facture à une autre entreprise faisait une utilisation commerciale d’Internet, mais tout le reste était sujet à discussion. L'UUCP et le X.25 ne possédaient pas de telles restrictions qui auraient pu se concrétiser en l'interdiction d'utilisation de l'ARPANET et du NSFNet par l'UUCP. Cependant les liens UUCP restèrent actifs et les administrateurs fermèrent les yeux sur leurs activités.

Évolution du nombre d'hébergeurs internet de 1992 à 2006

C'est à la fin des années 1980, que les premières entreprises fournisseurs d'accès furent fondées. Des entreprises comme PSINet, UUNET, Netcom (en), et Portal Software (en) virent le jour afin d'offrir assistance aux réseaux de recherche régionaux et de fournir au particulier des accès au réseau, courriels et nouvelles Usenet. Le premier fournisseur d'accès à Internet par le réseau téléphonique, The World ouvrit en 1989.
Ceci sema la controverse parmi les utilisateurs universitaires, qui étaient outrés à l'idée d'utiliser le réseau à des fins non éducatives. Finalement ce sont les fournisseurs d'accès qui permirent aux collèges et autres écoles d'accéder aux nouvelles aires d'éducation et de recherche par la baisse des tarifs de connexion.
En 1990 l'ARPANET fut dépassé et remplacé par des techniques plus récentes, ainsi le projet correspondant prit fin. En 1994 le NSFNet, renommé ANSNET (Advanced Networks and Service pour Réseaux avancés et service) et qui permettait l'accès aux sociétés à but non lucratif, perdit sa place d'épine dorsale d’Internet. À la fois les institutions gouvernementales et les fournisseurs créèrent leurs propres épines dorsales et liaisons. Les points d'accès régionaux au réseau (NAP en anglais) devinrent les liens principaux entre les nombreux réseaux et la dernière restriction commerciale tomba.

## Maintien de l'infrastructure

### L’Internet Engineering Task Force et un standard pour les standards
Internet avait engendré une communauté importante dévouée à l'idée qu'Internet n'appartenait et n'était régi par aucune personne, aucun groupe, aucune entreprise et aucune organisation. Cependant, des standardisations et un contrôle étaient nécessaires pour le bon fonctionnement du système.
L'acceptation de publication d'une RFC par RFC Editor n'implique pas automatiquement son passage en tant que standard. Elle peut être reconnue en tant que telle par l'IETF seulement après que tests, utilisation, et acceptation soient avérés et dignes d'une telle désignation. Les standards officiels sont numérotés avec un préfixe « STD », tout comme les RFC. Dans la majeure partie des cas, même après leur standardisation, elles sont appelées par leur référence RFC.
En 1992, l'Internet Society, une association de membres professionnels, fut formée et l'IETF fut mise sous sa tutelle en tant que corps de standardisation international indépendant.

### Network Information Center et autres autorités de coordination

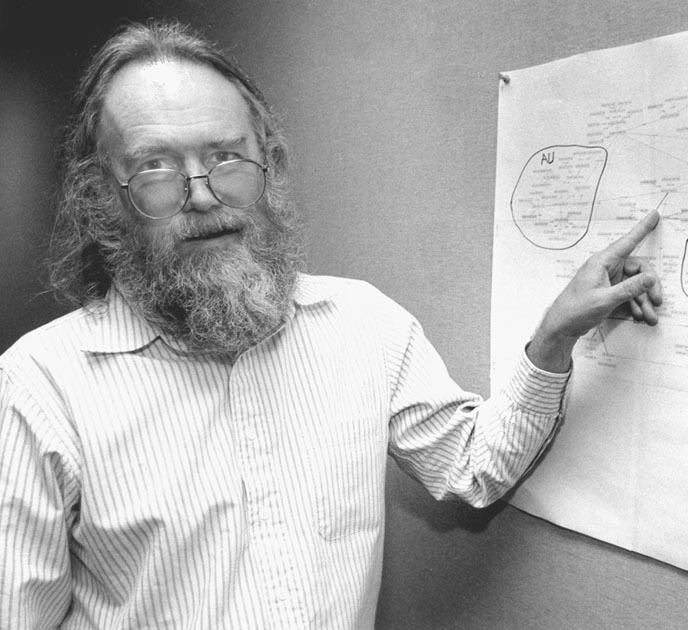
Jon Postel, photo de Irene Fertik, USC News Service, ©1994, USC.

La première autorité centrale à coordonner les opérations du réseau était le Network Information Center, abrégé NIC, du Stanford Research Institute situé à Menlo Park en Californie. En 1972, la gestion de ces problèmes fut transmise à la toute récente Internet Assigned Numbers Authority, abrégée IANA. En plus de son rôle d'éditeur RFC, Jon Postel sera le patron de l'IANA jusqu'à sa mort en 1998.
Alors que le jeune ARPANET grandissait, le référencement d'hôtes se fit par noms et le fichier référence, HOST.TXT, était distribué par SRI International à tous les hôtes du réseau. Avec la croissance du réseau cette procédure devint vite fastidieuse. Une solution technique apparut sous la forme de Domain Name System (Système de nom de domaine), mis en place par Paul Mockapetris. C'est le service DDN-NIC du SRI qui prit en charge (en passant un contrat avec le ministère de la défense américain) tous les services d'enregistrement, comprenant les domaines de premier niveau (Top Level Domain - TLD), la gestion des Serveurs DNS Racine et des numéros Internet (RFC 1174). En 1991, la Defense Information Systems Agency (DISA) transféra la gestion et la maintenance de DDN-NIC (alors prises en charge par SRI) à Government Systems Inc., qui le sous-traita à une petite entreprise privée Network Solutions (RFC 1261).
Alors que la majeure partie de la croissance d’Internet venait de sources non militaires, on décida que le département de la Défense des États-Unis ne financerait plus les services d'enregistrement en dehors des TLD en .mil. Après une phase compétitive d'appel d'offre lancée en 1992, c'est l'année suivante que la National Science Foundation créa l'InterNIC afin de gérer l'allocation et la base de données de l'adressage ; elle passa des contrats avec trois organisations. Dorénavant les services d'enregistrement seraient assurés par Network Solutions, les services de répertoires et base de données par AT&T, et les services d'information par General Atomics.
En 1998 l'IANA et InterNIC furent placées sous la tutelle de l'ICANN, une association à but non lucratif californienne travaillant pour le compte du ministère du Commerce américain sur la gestion de tâches directement liées à Internet. L'opération des Serveurs DNS Racine fut privatisée et ouvert à la compétition, alors que la gestion centrale d'allocation des noms était distribuée par appel d'offres.

## Utilisation et culture

### Courrier électronique et Usenet: le développement de forums de texte
Le courrier électronique est souvent considéré comme la killer application d’Internet. Même si en réalité il précéda la naissance d’Internet et fut un outil crucial pour sa création. Il vit le jour en 1965 en tant que moyen de communication entre les différents utilisateurs d'un ordinateur central à temps partagé. Même si l'histoire n'est pas très précise à ce sujet, parmi les systèmes possédant de telles ressources on compte le Q32 de chez System Development Corporation ainsi que le CTSS du Massachusetts Institute of Technology.
Le réseau d'ordinateurs ARPANET contribua largement au développement du courrier électronique. Il existe un rapport publié juste après l'apparition de l'ARPANET, qui fait référence à des échanges expérimentaux de courrier inter-systèmes. En 1971, Ray Tomlinson créa ce qui devait devenir le standard du format d'adressage de courrier, en utilisant le signe @ pour séparer le nom utilisateur du nom d'hôte.
Un certain nombre de protocoles ont été développés afin de permettre le routage du courrier parmi les groupes d'ordinateurs à temps partagé en utilisant des systèmes de distribution différents comme l'UUCP et le système de courrier VNET d'IBM. Le courrier électronique pouvait ainsi passer d'un réseau à un autre (ARPANET, Bitnet et NSFNet entre autres) et également être transmis à des hôtes qui étaient raccordés sur d'autres sites au travers de l'UUCP.
De plus, l'UUCP permettait la publication de fichiers texte pouvant être lus par beaucoup d'autres. Le logiciel News, développé par Steve Daniel et Tom Truscott en 1979, fut utilisé pour l'acheminement de nouvelles et la parution de messages de type petites-annonces. Ceci dérivant rapidement vers des groupes de discussion, connus maintenant en tant que newsgroup, abordant des sujets divers et variés. Des groupes de discussion similaires apparurent sur l'ARPANET et le NSFNet au travers de listes de diffusion, discutant à la fois de problèmes techniques et de sujets culturels plus spécifiques (tel que la science-fiction, abordée sur la liste de diffusion des SFlovers).

### Bibliothèque mondiale: de Gopher au World Wide Web

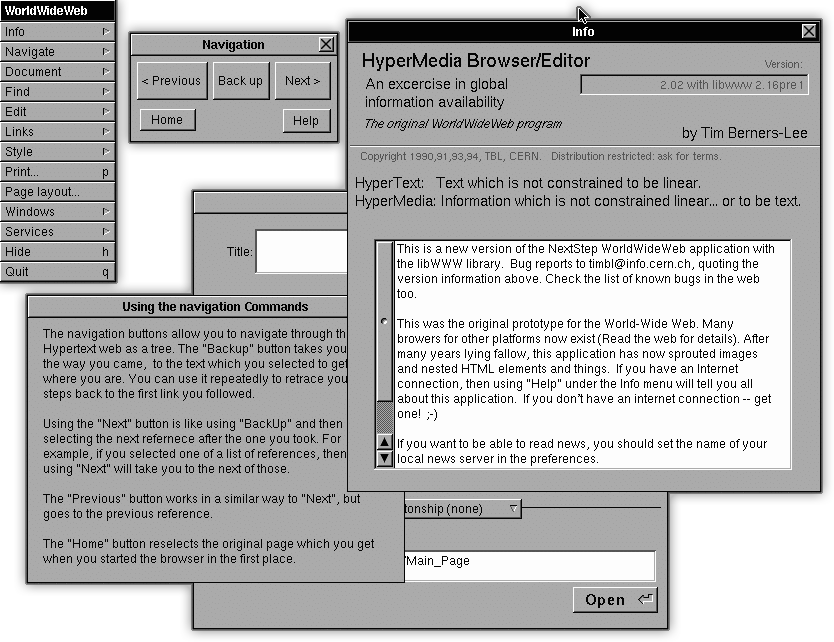
WorldWideWeb, le premier navigateur web

Alors qu'Internet se développait dans les années 1980 et début 1990, le besoin grandissant de moyens de recherche et d'organisation de l'information et des fichiers se faisait sentir. Des projets tels que Gopher, Wide Area Information Servers (WAIS) et Archie s'essayèrent à créer des solutions pour l'organisation des données distribuées. Malheureusement ces projets se heurtèrent aux difficultés de gestion des différents types de données et de croissance sans limite. Gopher fut victime d'une politique maladroite de l'université du Minnesota qui entendait le rendre payant : il fut vite balayé par le World Wide Web, gratuit.
À cette période, un des paradigmes d'interface-utilisateur les plus prometteurs était l'hypertexte. L'idée trouve son origine dans le Memex de Vannevar Bush et a été développée par Ted Nelson au travers de son Projet Xanadu ainsi que Douglas Engelbart avec le NLS. De nombreux petits systèmes hypertextes avaient été créés durant les années 1980, tels que HyperCard d'Apple.
Tim Berners-Lee fut le premier à développer à partir de 1989 une version d'hypertexte totalement distribuée sur le réseau. Tim Berners-Lee a proposé son idée à maintes reprises et au cours de plusieurs conférences avec les communautés d’Internet et de l'hypertexte sans grand succès. Seul son collègue Robert Cailliau s'enthousiasma immédiatement. Travailleur au CERN, Tim Berners-Lee voulait mettre en place un moyen pour partager les informations sur leurs recherches. En rendant son application publique en 1991, il s'assura une diffusion mondiale. Par la suite, Gopher devint l'interface hypertexte de référence pour Internet. Bien que le menu de Gopher soit constitué de liens hypertexte, les utilisateurs ne les percevaient pas en tant que tels.
Un des premiers navigateurs web, conçu sur la base d'HyperCard, était le populaire ViolaWWW. Il fut finalement détrôné par NCSA Mosaic, un navigateur graphique développé par une équipe du National Center for Supercomputing Applications de l'université de l'Illinois à Urbana-Champaign (NCSA-UIUC), où Marc Andreessen était particulièrement actif. Le financement de Mosaic venait du High-Performance Computing and Communications Initiative, un programme de financement mis en place par Al Gore (sénateur à l'époque) et son High Performance Computing Act of 1991. L'interface graphique de Mosaic devint rapidement plus populaire que Gopher, qui à l'époque était essentiellement du texte, et le web devint l'utilisation préférée d’Internet. Mosaic fut supplanté en 1994 par le Netscape Navigator, qui devint en quelques mois le navigateur le plus populaire au monde. À la fin des années 1990 Internet Explorer de Microsoft devint largement plus utilisé. Des anciens de Netscape développèrent Mozilla puis Firefox. Les principaux navigateurs en 2020 sont Google Chrome et Safari.
En 1996, MH & xmh: Email pour les utilisateurs et les programmeurs a été le premier livre publié sur Internet.

### Moteur de recherche
Même avant le World Wide Web, il existait des moteurs de recherche qui essayaient d'organiser Internet. Le premier d'entre eux fut Archie de l'Université McGill de Montréal en 1990, suivi en 1991 par les WAIS et Gopher. Ces trois systèmes existaient avant l'avènement du World Wide Web mais continuèrent à indexer Internet après son apparition. Les serveurs Gopher existaient encore en 2006.
Avec le développement du Web, des moteurs de recherche et des répertoires Internet comme Yahoo! furent créés pour permettre de trouver des informations parmi les pages Web. Le premier moteur de recherche sur Internet permettant de chercher dans le corps des pages Web fut WebCrawler en 1994. Avant lui, les recherches ne s'effectuaient que sur les titres des pages. Un autre moteur de recherche fut créé en 1993 en tant que projet universitaire : Lycos. Il était alors un des premiers succès commerciaux. Il fut suivi par Altavista en 1995. En janvier 1999, Google référençait plus de 60 millions de pages et la croissance a continué depuis, même si la vraie avancée ne se fit pas tant en termes de taille de base de données, que sur le classement en degré de pertinence, les méthodes avec lesquelles les moteurs de recherche essayent d'ordonner les résultats de telle sorte que le meilleur soit en premier.
Ces algorithmes de classification n'ont pas cessé de s'améliorer depuis 1996, lorsque cela devint critique à cause de la croissance rapide de la toile qui rendit toute recherche fastidieuse par le nombre important de résultats renvoyés. En 2006, les méthodes d'ordonnancement sont plus importantes que jamais, étant donné que parcourir une liste entière de résultats est non seulement peu commode mais humainement impossible, en effet les pages traitant de sujets populaires apparaissent sur la toile trop vite pour que n'importe qui puisse les lire toutes. La méthode PageRank de Google pour l'ordonnancement des résultats est celle qui a reçu les meilleures critiques, cependant tous les grands moteurs de recherche affinent continuellement leurs méthodes afin d'améliorer le classement des résultats.
Si Google domine le marché en Europe et dans une moindre mesure aux États-Unis, il est concurrencé par d'autres moteurs de recherche comme Bing de Microsoft, Qwant en Europe, Baidu en Chine et Yandex en Russie.

### Bulle Internet desdot-com
À la fin des années 1990, des sociétés pionnières comme Yahoo, Amazon, eBay, Netscape, Compuserve et AOL, sont devenues célèbres grâce à un attrait pour les capitalisations boursières des jeunes sociétés sans équivalent dans l'histoire, qui finit en krach.
Les perspectives de développement, et les coûts de fonctionnement réduits que laissaient espérer les nouvelles technologies (main d'œuvre réduite, pas ou peu d'implantation d'infrastructures, filiales, points de vente, etc.), semblaient appeler à un bouleversement profond des méthodes de fonctionnement, notamment dans le domaine publicitaire, la vente par correspondance, la gestion de la relation client, etc. Tout ou presque était alors à créer sur ce nouveau marché du commerce électronique, avec l'espoir que les premiers arrivés hériteraient d'une position dominante pérenne.
La situation économique était favorable, et les investisseurs disposaient d'importants capitaux à placer. De nombreuses startups se sont donc créées, empruntant massivement auprès d'investisseurs qui alliaient souvent un besoin pressant d'investir leurs capitaux et une méconnaissance du fonctionnement d’Internet. Une partie significative des startups ainsi créées avaient pour premier objectif l'entrée la plus rapide possible sur le marché boursier afin de valoriser leurs actions[réf. nécessaire]. Ces nouvelles entreprises ont été appelées dot com car elles faisaient reposer toutes leurs affaires sur leur présence Internet à travers un nom de domaine en .com.
Plusieurs facteurs ont concouru à freiner le développement réel de ce qui était alors parfois appelé l'e-économie, ou dans un sens plus large, la nouvelle économie. Certaines de ces nouvelles entreprises ont connu des erreurs de gestion, ou ont fait reposer leur plan financier sur des objectifs irréalistes ne tenant pas compte du nombre réel de foyers de consommateurs connectés à Internet ou à leurs habitudes de consommation. De plus, elles ont eu à faire face à la concurrence des entreprises déjà positionnées sur d'autres marchés et possédants de solides marques, et qui ont commencé à développer leur propre présence sur Internet.
La bulle spéculative éclata le 10 mars 2000 quand l'indice NASDAQ commença à chuter après avoir culminé à 5 048,62 points (jusqu'à 5 132,52 points en cours de journée) et avoir plus que doublé en un an. Les pertes de capitaux sur des investissements peu judicieux ont entrainé un recul des investisseurs, provoquant l'effondrement en cascade de toutes les start-up qui visaient leur entrée en bourse comme un objectif en soi, indépendamment de leurs résultats financiers réels. La dévaluation des valeurs internet s'est poursuivie, prolongée ensuite par la crise boursière qui a suivi le 11 septembre 2001.
En 2001, une majorité des dot-coms étaient en cessation d'activité, après avoir épuisé tous leurs capitaux-investissements, souvent sans jamais avoir généré le moindre profit. L'éclatement de cette bulle financière rendit les investisseurs prudents, et entraina aussi le déclin ou d'importantes difficultés auprès des quelques projets solides qui avaient un avenir. Une importante concentration horizontale eut également lieu, les entreprises d'un secteur rachetant leurs concurrents pour atteindre une position dominante. Les contre-coups de l'éclatement de cette bulle spéculative entraina un ralentissement net du développement de l'e-économie pour plusieurs années, avant de reprendre à partir de 2003, sur une base plus saine et portée par un vrai marché de consommateurs, à la suite des progrès de l'implantation des connexions internet à travers le monde et une ouverture de leurs habitudes de consommation aux produits offerts sur le Web.[réf. nécessaire]

### Tendances récentes
Le World Wide Web a répandu une culture de la publication personnelle et aussi coopérative. Du récit au jour le jour d'un blog, à la mise en ligne de photos sur Flickr, en passant par l'encyclopédie libre de Wikipédia tout est le résultat de la facilité grandissante de création d'un site Internet public. De plus, les communications via Internet ont été facilitées par l'apparition de services téléphoniques VOIP tels que Skype. La demande d'accessibilité à des contenus à complexité de plus en plus grande a conduit à la mise à disposition sur la toile de médias de toutes formes, comprenant ceux que l'on trouvait au format traditionnel (journaux, radio, télévision et films). La structure poste à poste d’Internet, plus connue sous le dénominatif anglais de Peer-to-Peer, abrégé P2P, a aussi influencé les théories sociales et économiques de la propriété intellectuelle, essentiellement en permettant la montée en puissance du transfert de fichiers. La tendance depuis 2004 est l'apparition d'applications web 2.0 pour lesquelles l'internaute joue un rôle participatif.
Il existe aussi une tendance récente, liée aux pays émergents. Selon certains auteurs, la croissance de la Chine, l'Inde, le Brésil et autres puissances implique peu à peu l'abandon de la notion d'Internet comme réseau global et ouvert. Il s'agit plutôt de réseaux localisés et moins connectés avec un réseau extérieur unitaire.

### 3 courants de pensées menant à des objets techniques différents
Cette sous-partie est inspirée d'un article écrit par Benjamin Loveluck.
L’objet technologique qu’est Internet est venu numériser l’information, modifiant « deux des principaux piliers » du libéralisme classique (néoclassique). Ces deux transformations concernent le droit de propriété et les libertés civiles. En effet, avec Internet, les idées et les productions se diffusent instantanément et quasiment sans coût (il peut s’agir de films, de musiques ou d’images protégés par le droit d’auteur ou encore des secrets industriels ou d’État). Ces deux piliers transformés dans le domaine numérique ont donné lieu à des controverses et des luttes, jalons d’une nouvelle économie politique de l’information. Trois courants de pensées se sont opposés qui malgré une opposition s’inscrivent dans la tradition libérale.
Leur présentation ci-dessous, permet de mieux comprendre les aspirations des utilisateurs et l’émergence de certains dispositifs techniques qui constituent aujourd’hui Internet.

#### Application du libéralisme classique au fonctionnement d’Internet
Ce premier courant de pensée vise à « transposer dans le domaine de l’information les principes hérités du capitalisme industriel ». Le paradigme néoclassique et ses lois continuait de s’appliquer malgré l’évolution des technologies. Certains avançaient même qu’Internet et la circulation de l’information ont permis de renforcer le marché (meilleure circulation de l’information, baisse des coûts de transaction, moins d’intermédiaires…). Autrement dit, cela permettrait d’atteindre "l’idéal d’Adam Smith" (i.e. main invisible).
Cependant, les effets des transformations technologiques liées à la circulation de l’information furent sous-estimés. C’est pourquoi « il a fallu mettre en place un cadre juridique permettant d’assurer efficacement la défense de la propriété intellectuelle ». En conséquence, les brevets, licences et autres droits d’auteurs se sont multipliés. En effet, selon la tragédie des communs une intervention de l’état ou l’instauration de la propriété privée sont les seules solutions pour éviter une surexploitation des ressources.
Cependant, certains se sont opposés à cette problématique du renforcement de la propriété intellectuelle sur Internet. Plusieurs formes de contestation furent initiées par une partie des praticiens de l’informatique : les "hackers". Ils s’inscrivent ainsi (ladite partie des hackers ; n’ayant pas tous les mêmes valeurs) dans le cadre général du libéralisme et défendent liberté d’expression, vie privée et liberté individuelle. Techniquement parlant, cela a donné naissance aux logiciels libres, au peer-to-peer etc. engendrant ainsi diverses réflexions (toujours d’actualité) sur ces types de circulation de l’information.

#### Une défense cyberlibertarienne d’internet
Le courant de pensée cyberlibertarien, « le réseau « ouvert » et « décentralisé » permettrait de libérer les énergies de la société, et serait également le mieux capable de s’autoréguler ». Ainsi, ce concept vise à prolonger la logique de marché (libérale) en affirmer une indépendance d’internet vis-à-vis de l’État. Toute ingérence d’une puissance extérieure est perçue comme illégitime. La défiance née de ce mouvement envers l’État est aujourd’hui toujours présente lors « d’initiatives récurrentes visant à « civiliser internet » ».
Ce mouvement rejette par exemple les lois sur la protection de la propriété intellectuelle qui irait à l’encontre de cette volonté d’un espace de liberté où tout ce qui circule n’appartient à personne.
Ce mouvement est, comme le premier, composé de hackers (formant les cypherpunks) défendant les « droits civils numériques »[5]. Ce groupement a d’ailleurs été à l’origine de la cryptographie (utilisée aujourd’hui par les sites de vente en ligne pour sécuriser leurs échanges). Les cypherpunks présentent Internet et la cryptographie comme un moyen de rééquilibrer les forces entre l’état et les individus. Cela passe par une opacité des communications pour les individus « lambdas » et une transparence des informations d’État. Cette idée est imagée par la devise suivante : « privacy for the weak and transparency for the powerful ».
Julian Assange fut membre des Cypherpunks. Ce mouvement est à l’origine de WikiLeaks. Le Bitcoin est également une émanation directe de la cryptographie.

#### Un rééquilibrage
Cette perspective libertarienne est alors contrebalancée par une nécessité d’intervention sur le plan juridique. Celle-ci semble indispensable pour préserver les libertés fondamentales défendues lors des deux précédentes périodes. En effet, cet environnement libre est mis à mal par notamment ce qu’on peut appeler de “bulle internet”, traduisant une succession d’actions malfaisantes conduisant à des procès notamment. Les personnes présentes sur ce cyberespace ne peuvent pas se soustraire aux lois en vigueur dans les différentes nations. Cette approche s’éloigne du laissez-faire du cyberlitarien mais cadre les conditions de réalisation d’un « libéralisme régulé », on appelle cela le courant “cyberconstitutionnaliste”.

### Filmographie
- Une contre-histoire de l'Internet : documentaire pro hacktiviste, 2013.